# Edikt von Torda

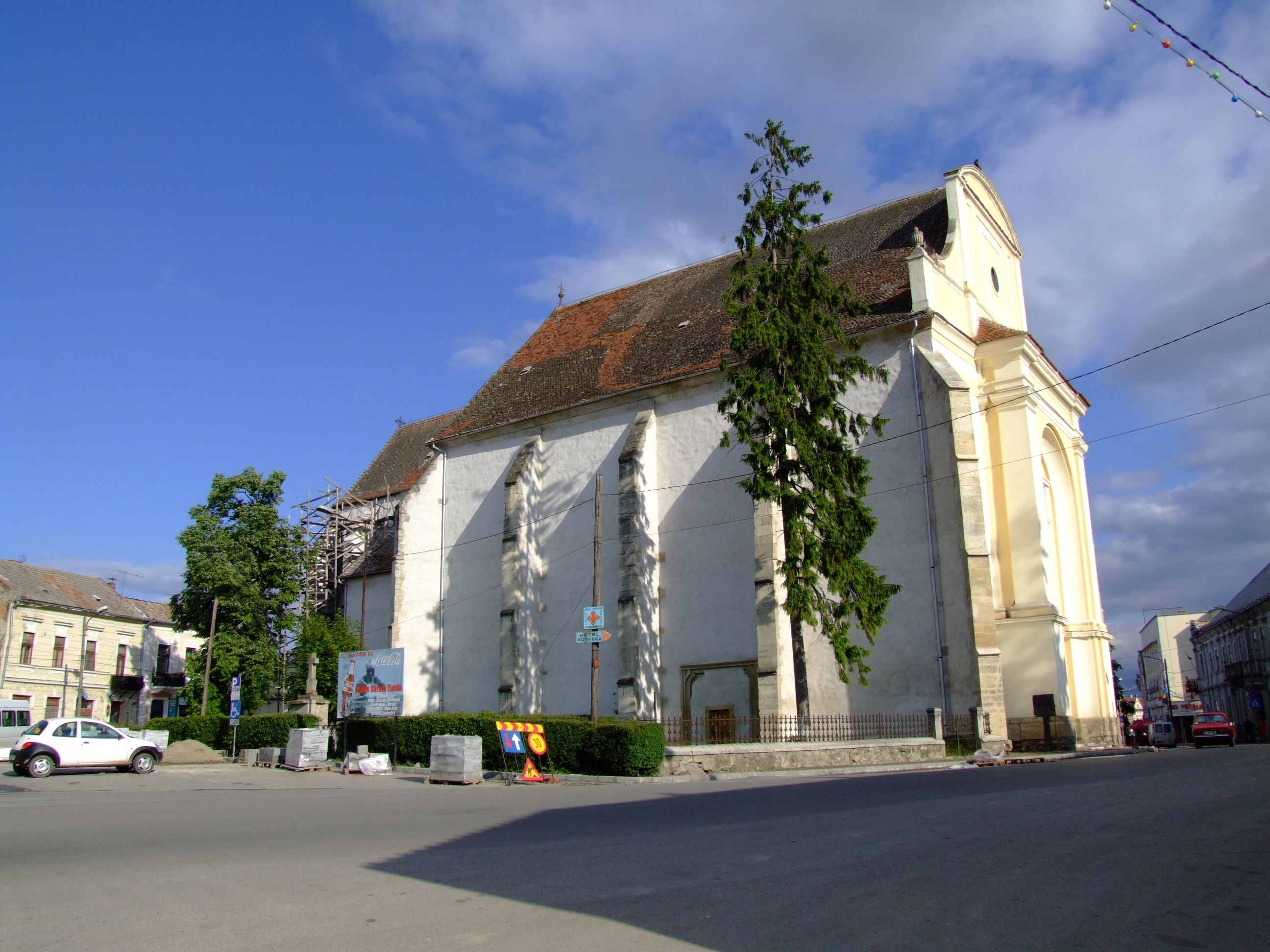
Die heutige kath. Kirche Tordas war Versammlungsort des Landtags 1568

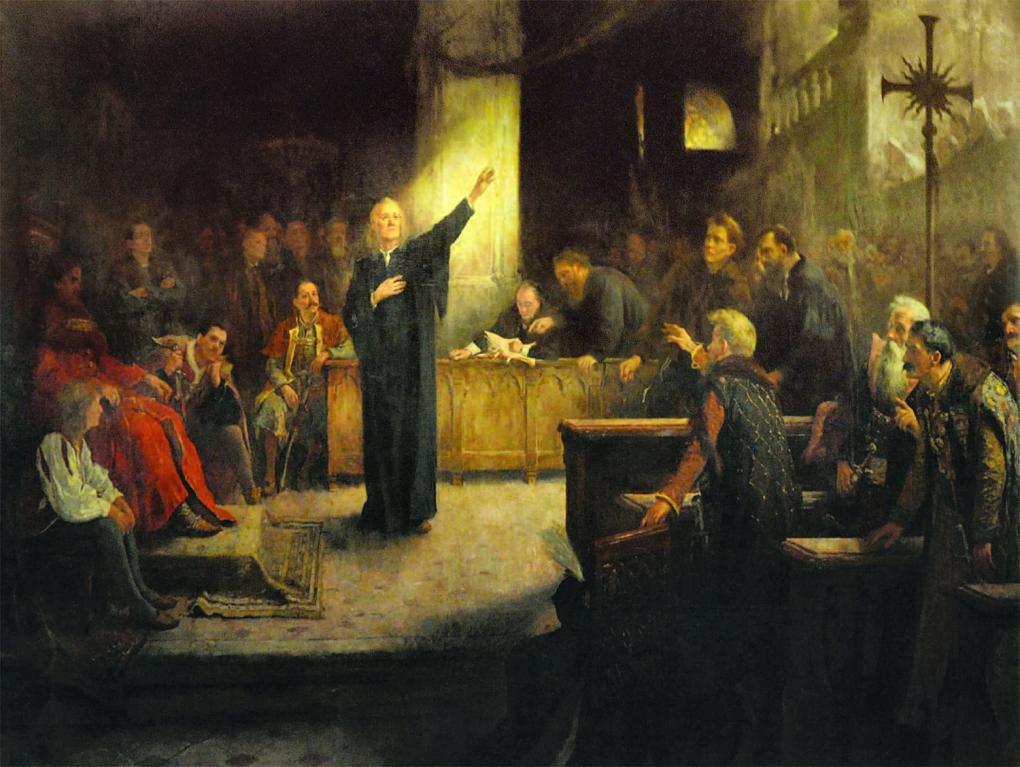
Verkündigung des Edikts von Torda, Gemälde von Aladár Körösfői-Kriesch

Das Edikt von Torda (auch: Edikt von Thorenburg, Edikt von Turda) ist ein Toleranzedikt, das am 13. Januar 1568 vom siebenbürgischen Landtag unter König Johann Sigismund erlassen wurde. Es ist benannt nach der siebenbürgischen Stadt Torda (deutsch: Thorenburg, rumänisch: Turda), in der der Landtag im Januar 1568 zusammengekommen war. Das Edikt entstand unter maßgeblichem Einfluss des Reformators Franz David. Es ist ein frühes Zeugnis für Religionsfreiheit im konfessionell gespaltenen Europa des 16. Jahrhunderts.
Mit dem Edikt gab sich Siebenbürgen erstmals eine multikonfessionelle Verfassung. Als anerkannte Religion (recepta religio) wurden ausdrücklich die lutherische, reformierte, katholische und unitarische Konfession genannt.
Nach dem Edikt sollten aller Orten die Prediger das Evangelium predigen und verkünden dürfen, jeder nach seinem Verständnis. Selbst Religionsstörungen wurden verboten. Eine besondere Bedeutung kommt dem Edikt zu, da es die erstmals allgemein formulierte Religionsfreiheit auch theologisch begründete. So wird der Glaube als ein Geschenk Gottes aufgefasst, das in Anlehnung an den Römerbrief (Röm 10,17 ) durch das Hören des Wortes Gottes entstehe.
Das Originaldokument wird heute im Brukenthal-Museum in Hermannstadt aufbewahrt. In der katholischen Kirche von Torda, in der der siebenbürgische Landtag 1568 zusammenkam, befindet sich eine Gedenktafel über das Edikt in rumänischer, ungarischer und englischer Sprache.

## Weblink
- Gabriella Berekméri: In Turda wurde die 450-jährige siebenbürgische Religionsfreiheit gefeiert. Erdélyi Református Egyházkerület, abgerufen am 7. Februar 2018 (ungarisch).